# Богдани (Прилуцький район)
Богдани́ — село в Україні, в Чернігівській області, Прилуцькому районі. Входить до складу Варвинської селищної громади.

## Географія
Селищем протікає річка Журавка, ліва притока Удаю.

## Історія
Село належало до Варвинської сотні Прилуцького полку, а з 1781 року до Пирятинського повіту Київського намісництва.
У 1862 році у володарському селі Богдани була церква та 96 дворів де жило  709 осіб (345 чоловічої та 364 жіночої статі).
У 1911 році у селі Богдани Антонівської волості Пирятинського повіту Полтавської губенії була церква Зішестя Святого Духа церква, земська школа та жило  906 осіб (442 чоловічої та 464 жіночої статі).

## Населення
Згідно з переписом УРСР 1989 року чисельність наявного населення села становила 407 осіб, з яких 182 чоловіки та 225 жінок.
За переписом населення України 2001 року в селі мешкало 340 осіб.

### Мова
Розподіл населення за рідною мовою за даними перепису 2001 року:
| Мова       | Відсоток |
| ---------- | -------- |
| українська | 99,12 %  |
| російська  | 0,88 %   |